# Antonello Zappadu
Antonello Zappadu (Pattada, 26 febbraio 1957) è un fotoreporter e pubblicista italiano, noto per il suo ruolo in alcune vicende del banditismo sardo e divenuto famoso per aver beffato i dispositivi di sicurezza di Villa Certosa, residenza di Silvio Berlusconi e averne pubblicato alcune immagini.

## Biografia
Figlio di Mario Zappadu, giornalista della Rai, e fratello di Salvatore, con cui scriverà la sua biografia, ha avuto due mogli e tre figli. Uno di questi è il rapper Manuel, in arte Hell Raton. Ha lavorato per numerose testate, tra le quali l'ANSA ed E Polis, oggi vive e lavora in Colombia.

### L'epoca dei sequestri
Antonello incomincia a lavorare come fotoreporter d'inchiesta da un osservatorio di eccellenza, Olbia, la città nella quale viveva, a due passi dalla Costa Smeralda. Il contesto è molto pericoloso, quello dei sequestri di persona dell'Anonima sarda. Il lavoro lo appassiona tanto da divenire un esperto e oggi è uno dei pochi a mantenere un database on-line sul tema. Conosce i luoghi e le persone giuste da cui avere buone informazioni e fra questi il bandito Graziano Mesina di cui diviene amico e sostenitore nel 1992 nella liberazione del bambino Farouk Kassam. 
Nel 1996, mentre si trova in Barbagia, sfugge a un agguato rispondendo personalmente al fuoco. Durante il sequestro di Silvia Melis, nel 1997, gli viene chiesto da un sacerdote suo amico di consegnare un messaggio ai sequestratori. Viene raggiunto quindi da un avviso di garanzia della procura di Lanusei per favoreggiamento in sequestro di persona, archiviato, due anni dopo, per non aver commesso il fatto.

### Le foto di Villa Certosa
Nel 2009 Zappadu cerca di vendere a giornali italiani e stranieri, settecento scatti fotografici eseguiti in solitaria e in gran segreto a Villa Certosa, residenza dell'allora Presidente del Consiglio dei Ministri della Repubblica Italiana Silvio Berlusconi, al Country di Porto Rotondo e all'aeroporto di Olbia-Costa Smeralda, in almeno 4 diverse giornate cronologicamente distanti tra loro. Le fotografie raccontano la vita in una delle residenze più famose al mondo in quel momento. Berlusconi ospita infatti con grande frequenza, capi di stato del calibro di Putin e Mubarak, famosi amici e imprenditori come Flavio Briatore, riunioni di direttivo di Forza Italia (il suo partito politico) e feste mondane alle quali partecipano anche escort, amanti e amiche come l'ormai nota Papi girl Noemi Letizia.
Lo scandalo emerge soprattutto perché Zappadu (nella Pasqua del 2007) ritrae il premier italiano su una panchina pigiato fra tre ragazze molto più giovani di lui e con lui anche mano nella mano. Il settimanale Oggi, che le pubblica in un ampio servizio, titola nella copertina L'Harem di Berlusconi. Nella villa, divenuta residenza istituzionale, con tanto di Segreto di Stato, si aggirano ragazze in topless e tanga e si scorge addirittura un primo ministro estero, l’allora presidente di turno della Comunità Europea e primo ministro della Repubblica Ceca Mirek Topolánek, lo si sa per sua stessa ammissione, nudo a bordo piscina con alcune ragazze a lui vicine. Il fotografo documenta inoltre l'utilizzo dei voli di stato per il trasporto di amici e ospiti a causa dei quali la magistratura apre un fascicolo di indagine contro Silvio Berlusconi.
La scandalo ha una tale eco da venir riportato dai più importanti giornali inglesi, statunitensi, latinoamericani, cinesi e cechi e da fare esprimere fra gli altri, molto duramente, i Premio Nobel José Saramago e Mario Vargas Llosa che ringrazia il fotografo per aver portato a conoscenza questi fatti.

#### I risvolti giudiziari
Per le foto cedute al settimanale Oggi, Zappadu nel 2007 verrà processato per violazione di domicilio e violazione della privacy. Il primo reato verrà archiviato per non aver commesso il fatto dopo una relazione del gruppo Ros dei Carabinieri, per il secondo verrà prosciolto per avvenuta prescrizione.
Nel 2009 le settecento fotografie vengono sequestrate e i legali di Silvio Berlusconi denunciano il fotoreporter per violazione di domicilio, della privacy e di truffa. Domicilio e truffa vengono archiviate per non aver commesso il fatto e viene prosciolto per avvenuta prescrizione sulla privacy, ma lui, in quell’occasione, dichiara ai giornali che le foto non sono settecento, ma che ne possiede cinquemila scattate fra il 2006 e il 2009, però sono custodite in Colombia, quindi immuni a qualunque provvedimento giudiziario.
Il direttore del Tg4 Emilio Fede nell'estate del 2009 attacca il fotografo in tal modo che egli è costretto alla querela per diffamazione che porterà alla condanna di Fede nel 2016. 
Nel 2011 ennesimo processo con medesime accuse per la copertina de L'Espresso Voi quorum, io Papi .  Il processo che si svolgerà a Tempio Pausania (OT) vedrà convocati, come testimoni a suo favore la cancelliera tedesca Angela Merkel e l’ex presidente francese Nicolas Sarkozy. Il 9 aprile 2018 Berlusconi viene ascoltato dal giudice Marco Contu come teste e persona offesa nel procedimento che vede sotto accusa Zappadu, i due si sono incontratisalutandosi cordialmente e scambiandosi alcune parole. Verrà prosciolto per avvenuta prescrizione il 9 luglio 2019.

## Pubblicazioni
- (IT) Antonello Zappadu, La Bamba, Paolo Berizzi, Baldini&Castoldi Dalai Editore, 2012, ISBN 978-886073927-8.
- (IT) Antonello Zappadu, Fabrizio De Andrè, Logus Mondi Interattivi Editore, 2013, ISBN 978-889806220-1.
- (IT) Antonello Zappadu, Cocaina, come si fa, Susan Morales Céron, Ecoprensa/Panamericana, 2016, ISBN 978-889834019-4.
- (IT) Antonello Zappadu, U Clandistinu, Mondo Nuovo Editore, 2018, ISBN 978-889428449-2.
- (IT) Antonello Zappadu, Vi presento Berluscolandia, Mondo Nuovo Editore, 2019, ISBN 978-88-32115-01-7.
- (IT) Antonello Zappadu, L'Isola sequestrata - Storie di sequestri in Sardegna dal 1875 al 2006, Amazon INDEPENDENTLY PUBLISHED, 2023, ISBN 979-8389051867.
- (IT) Antonello Zappadu, SHUAR - Cacciatori di teste, Amazon INDEPENDENTLY PUBLISHED, 2023, ISBN 979-8399216898.
- (IT) Antonello Zappadu, La Rete - Un magistrato che credeva d'esser Dio, Amazon INDEPENDENTLY PUBLISHED, 2024, ISBN 979-8335354936.